# Vaganj

Vaganj je planinski prijevoj u Bosni i Hercegovini.
Nalazi se na planini Kamešnici, na nadmorskoj visini od 1173 metra. Preko prijevoja vodi cesta između Livna i Sinja u Hrvatskoj koja predstavlja najkraću cestovnu poveznicu između Dalmacije na zapadu i Bosne na istoku.